# HD 21019
HD 21019，又名BD-08 643，SAO 130457、HR 1024，是一颗恒星，视星等为6.2，位于銀經191.8，銀緯-49.2，其B1900.0坐标为赤經3h 18m 24.7s，赤緯-8° -49.2′ 40″。